# Йованович, Вукашин (футболист, 2007)
Вука́шин Йова́нович (серб. Вукашин Јовановић; родился 30 сентября 2007) — сербский футболист, вратарь белградского «Партизана».

## Клубная карьера
Воспитанник футбольной академии белградского «Партизана». В июле 2024 года подписал с клубом профессиональный контракт, после чего отправился в аренду в клуб «Единство Уб». 20 июля 2024 года дебютировал за клуб в матче сербской Суперлиги против клуба «Црвена звезда».

## Карьера в сборной
Выступал за сборные Сербии до 16, до 17 и до 19 лет.